# راي إدموندز
راي إدموندز (بالإنجليزية: Ray Edmonds)‏ هو لاعب سنوكر بريطاني، ولد في 25 أبريل 1936 في غريمسبي ‏ في المملكة المتحدة.